# Plötzlich Papa
Plötzlich Papa (Originaltitel: Demain tout commence, französisch für Morgen beginnt alles) ist eine französische Dramödie von Hugo Gélin aus dem Jahr 2016. In der Hauptrolle ist Omar Sy zu sehen. Der Film ist eine Neuverfilmung des mexikanischen Filmes Plötzlich Vater von 2013.

## Handlung
Der junge Single Samuel genießt sein Leben an einem sonnigen Traumstrand in Südfrankreich in vollen Zügen. Als jedoch eines Tages Kristin, ein längst vergessener One-Night-Stand, bei ihm auftaucht, hat es damit ein Ende. Sie stellt Samuel ein 3 Monate altes Baby namens Gloria vor und erklärt ihm, dass dies seine Tochter sei. Samuel ist völlig sprachlos und weiß nicht, wie ihm geschieht, als sie ihn bittet, das Baby kurz zu halten. Kurz darauf fährt Kristin mit einem Taxi Richtung Flughafen weg.
Samuel fliegt ihr nach London nach, um das Baby wieder loszuwerden, findet Kristin jedoch nicht. In einer U-Bahn-Station bietet ihm ein Filmagent nach einer halsbrecherischen Aktion an einer Rolltreppe spontan einen Job als Stuntman an. Da er kein Geld mehr hat, nimmt er das Angebot an, bleibt in London, zieht dort Gloria auf und die beiden werden unzertrennlich.
Acht Jahre später leben Gloria und Samuel zusammen in London. Samuel spielt Gloria vor, dass ihre Mutter eine Geheimagentin sei, die regelmäßig Bilder und Nachrichten aus aller Welt schicke. Doch hinter diesen steckt in Wahrheit er selbst. Gleichzeitig leitet er Glorias Nachrichten an das acht Jahre lang nicht benutzte Facebook-Profil Kristins weiter.
Eines Tages antwortet Kristin und kommt nach London. Samuel, Gloria und Kristin lernen sich näher kennen. Als schließlich Kristin gegenüber Samuel den Wunsch äußert, neben ihm als Mutter für Gloria da zu sein und eine Lösung dafür finden zu wollen, da sie mit ihrem Freund in New York lebt, macht Samuel emotional zu.
Es kommt zum Sorgerechtsstreit, den Samuel für sich entscheiden kann. Bald darauf fordert Kristin einen Vaterschaftstest, und Samuel erfährt, dass Gloria nicht sein Kind ist. Das Sorgerecht steht damit Kristin zu.
Gloria muss schweren Herzens ihren Papa verlassen, um mit ihrer Mutter nach New York zu ziehen. Als sie schon im Taxi sitzt, geht sie unter einem Vorwand ins Haus zurück zu ihm und flieht mit ihm nach Südfrankreich. Kurz darauf erfährt Kristin von Samuels Freund Bernie, dass Gloria krank ist und wohl nicht mehr lange zu leben hat, da bei ihr vor vier Jahren ein Defekt am Herzen festgestellt wurde. Schließlich kommen Bernie und Kristin ebenfalls nach Südfrankreich und alle verbringen dort eine gute Zeit. Ein paar Wochen danach stirbt Gloria. Samuel ist am Meer und blickt zurück auf die Zeit mit Gloria.

## Hintergrund
Der Film wurde an den Originalschauplätzen vor Ort in London sowie in Südfrankreich an der Côte d’Azur und in Nizza gedreht. Für die Rolle der Gloria setzte Regisseur Gélin die Kinderdarstellerin Gloria Colston ein, die mit dem Film ihr Schauspieldebüt hatte. Zuvor hatte sie mit vier Jahren unter dem Namen DJ Glo eine Karriere als DJ begonnen.

## Synchronisation
Die deutsche Synchronisation entstand nach einem Dialogbuch von Alexander Löwe unter der Dialogregie von Antonia Ganz im Auftrag der RC Production Kunze & Wunder GmbH & Co. KG.
| Rolle            | Darsteller             | Deutscher Sprecher    |
| ---------------- | ---------------------- | --------------------- |
| Samuel           | Omar Sy                | Sascha Rotermund      |
| Kristin          | Clémence Poésy         | Luise Helm            |
| Gloria           | Gloria Colston         | Penelope Patel        |
| Bernie           | Antoine Bertrand       | Gerrit Schmidt-Foß    |
| Lowell           | Ashley Walters         | Jerry Kwarteng        |
| Arzt             | Jay Benedict           | Uwe Büschken          |
| Flugbegleiterin  | Cécile Cassel          | Janina Isabell Batoly |
| junge Frau #1    | Alice David            | Nora Jokhosha         |
| Lehrerin         | Raquel Cassidy         | Sabine Arnhold        |
| Miss Appleton    | Anna Cottis            | Andrea Aust           |
| Samantha         | Clémentine Célarié     | Katharina Koschny     |
| Serveuse         | Laurene Doval          | Ilka Teichmüller      |
| Tom              | Raphael von Blumenthal | Nick Mockridge        |
| Neffe            |                        | Oscar Blancke         |
| Schulklassenkind |                        | Jada Zech             |

## Kritik
Der Filmdienst nannte Plötzlich Papa eine „gut gespielte, elegant fotografierte Vater-Tochter-Komödie, die pointiert von Liebe und Notlügen, Verantwortung und dem Sinn des Lebens, aber auch von den unterschiedlichen Lebensweisen auf beiden Seiten des Ärmelkanals erzählt“. Im Vergleich zum mexikanischen Originalfilm Plötzlich Vater falle das Remake allerdings „deutlich gefälliger und stromlinienförmiger“ aus.
Die Redaktion von Cinema befand die Ausgangsidee als „abgedroschen“, ihre Umsetzung aber als „überraschend originell und charmant“. So würden „zauberhafte Kulissen, liebenswerte Darsteller und witzige Dialoge“ den Kinobesuch zu „einem großen Vergnügen“ machen. Das Fazit der Seite: „Bezaubernde Komödie mit einem Vater-Tochter-Gespann zum Verlieben“.
Die Fernsehzeitschrift Prisma schrieb: „Auf den ersten Blick könnte man meinen, der französische Film sei ähnlich gestrickt wie die US-Komödie Daddy ohne Plan mit Dwayne Johnson in der Hauptrolle. Doch die Produktion von Regisseur Hugo Gélin – ein Remake der im Jahr 2015 erschienenen mexikanischen Komödie Plötzlich Vater – geht in die Tiefe und zu Herzen – wenn sie auch anfangs vor allem unterhält. Die toll herausgearbeitete Vater-Tochter-Beziehung wird auf mehrere harte Proben gestellt, die dem Zuschauer nahe gehen und das Werk zeitweise in ein Drama verwandelt. Die französische Jungschauspielerin Gloria Colston kann in ihrer ersten Kinorolle voll und ganz überzeugen.“
Die Welt kritisierte, dass das Drehbuch zum Film sehr stark dem des mexikanischen Films Plötzlich Vater von Eugenio Derbez aus dem Jahr 2013 ähnele. So sei „Gelins Behauptung, dass das dem Film zugrundeliegende Drehbuch von Jean-André Yerlès eine ‚sehr freie Adaption eines mexikanischen Films‘ sei“, geschwindelt und das „Remake [klebe] bis in Details an den überraschenden Wendungen des sehr klug konstruierten Originaldrehbuchs“.
Die Frankfurter Rundschau meinte in ihrem Fazit: „Man kann wirklich gespannt sein, ob ein derart zusammengestoppeltes Produkt das erhoffte Publikum erreicht. Anhängern ‚ziemlich bester Freunde‘ sei es jedenfalls weniger empfohlen als denen ziemlich schlechter Filme.“